# Patrizia Nanetti
Patrizia Nanetti (Ancona, 26 luglio 1965) è un'annunciatrice televisiva ed ex modella italiana, vincitrice di Miss Italia 1981 a Formia.
In seguito ha lavorato come indossatrice, fotomodella e annunciatrice televisiva dal 1987 al 1990, per Italia 1.
Nel 1991 si è ritirata dal mondo dello spettacolo e della moda.